# Клен зеленокорий
Клен зеленокорий (Acer tegmentosum) — вид квіткових рослин із роду клен (Acer).

## Морфологічна характеристика

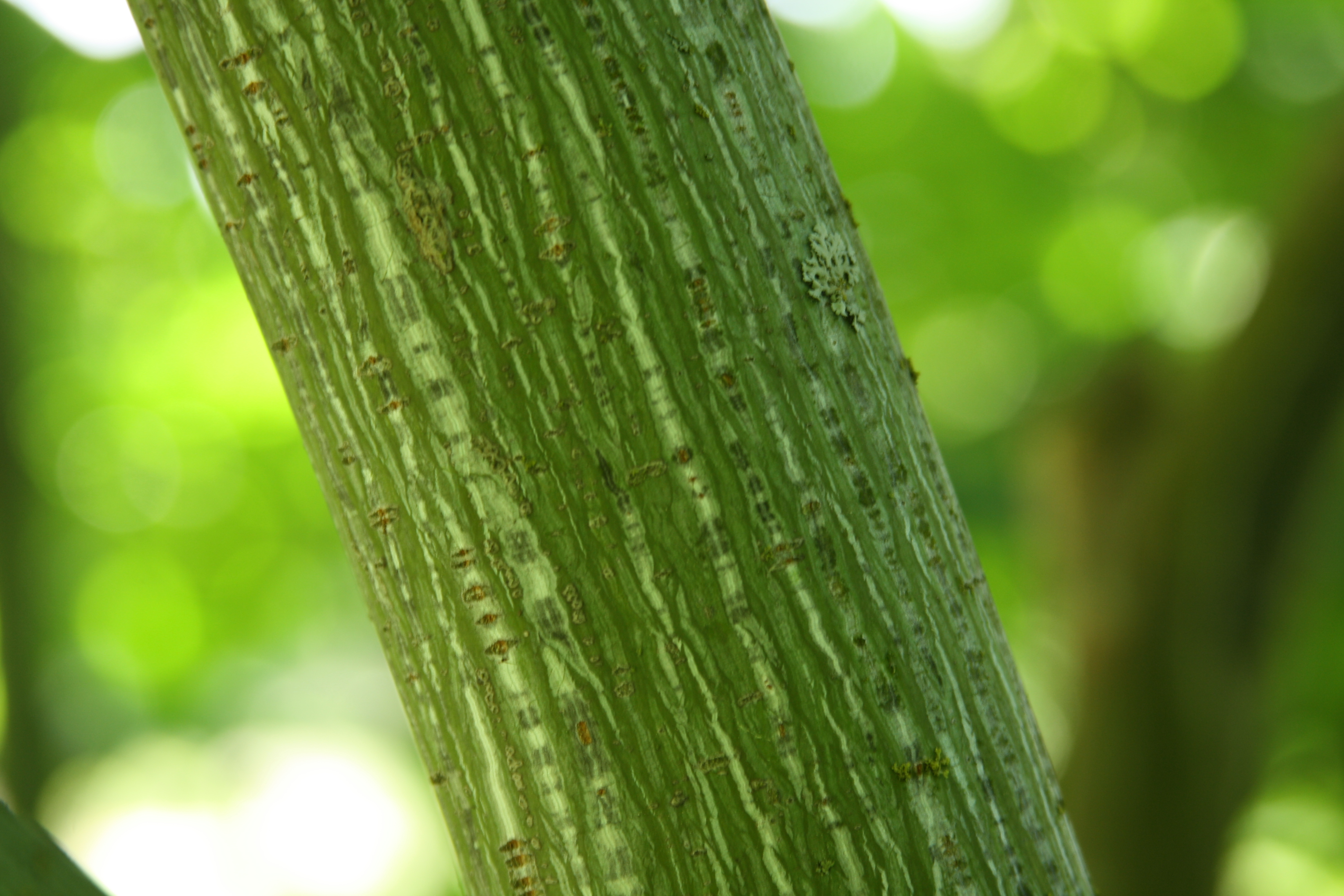
Молода кора

Це однодомне дерево до 15 метрів у висоту. Кора темно-сіра. Гілочки голі, взимку сизувато-білі. Листки опадні: листкові ніжки 4–7(13) см завдовжки, голі; листова пластинка знизу блідо-зелена і з жовтуватими колючими волосками в пазухах жилок, зверху гола, круглувато-яйцювата, 10–12 × 7–9 см, зазвичай 3- або 5-лопатева, рідко з 2 малими базальними частками; частки яйцеподібні, верхівка загострена. Суцвіття повисле, китицеподібне, 15-квіткове, тонке, голе. Чашолистків 5, довгастих, ≈ 3 × 1.5 мм, верхівка тупа. Пелюсток 5, обернено-яйцеподібні, ≈ 3 × 2 мм. Тичинок 8, голі. Плід жовтувато-коричневий, голий; горішки плоскі чи злегка опуклі; крило з горішком 25–30 × 10–13 мм; крила розправлені тупо чи майже горизонтально. Період цвітіння: квітень; період плодоношення: вересень. 2n = 26.

## Поширення й екологія
Ареал: Китай (Хейлунцзян, Ляонін, Цзілінь), Північна й Південна Корея, Російський Далекий Схід. Вид зростає у хвойних і змішаних лісах на висотах від 500 до 1000 метрів.
В Україні вид росте в садах і парках — у Лісостепу і Степу, зрідка. Декоративний чужорідний вид.

## Використання
Acer tegmentosum використовувався в медицині в Китаї та Кореї для лікування травматичних кровотеч і захворювань печінки. Кора, листя та серцевина використовуються в традиційній медицині, і було показано, що цей вид має протизапальні та протипухлинні властивості. Цей вид доступний у торгівлі садівниками з різними доступними сортами.